# 森特維爾 (伊利諾伊州懷特斯)
森特維爾（英語：Centerville）是位於美國伊利諾伊州懷特縣的一個非建制地區。該地的面積和人口皆未知。

## 地理
森特維爾的座標為38°12′52″N 88°09′58″W / 38.21444°N 88.16611°W，而該地的平均海拔高度為154米（即505英尺）。